# Glacier des Bossons

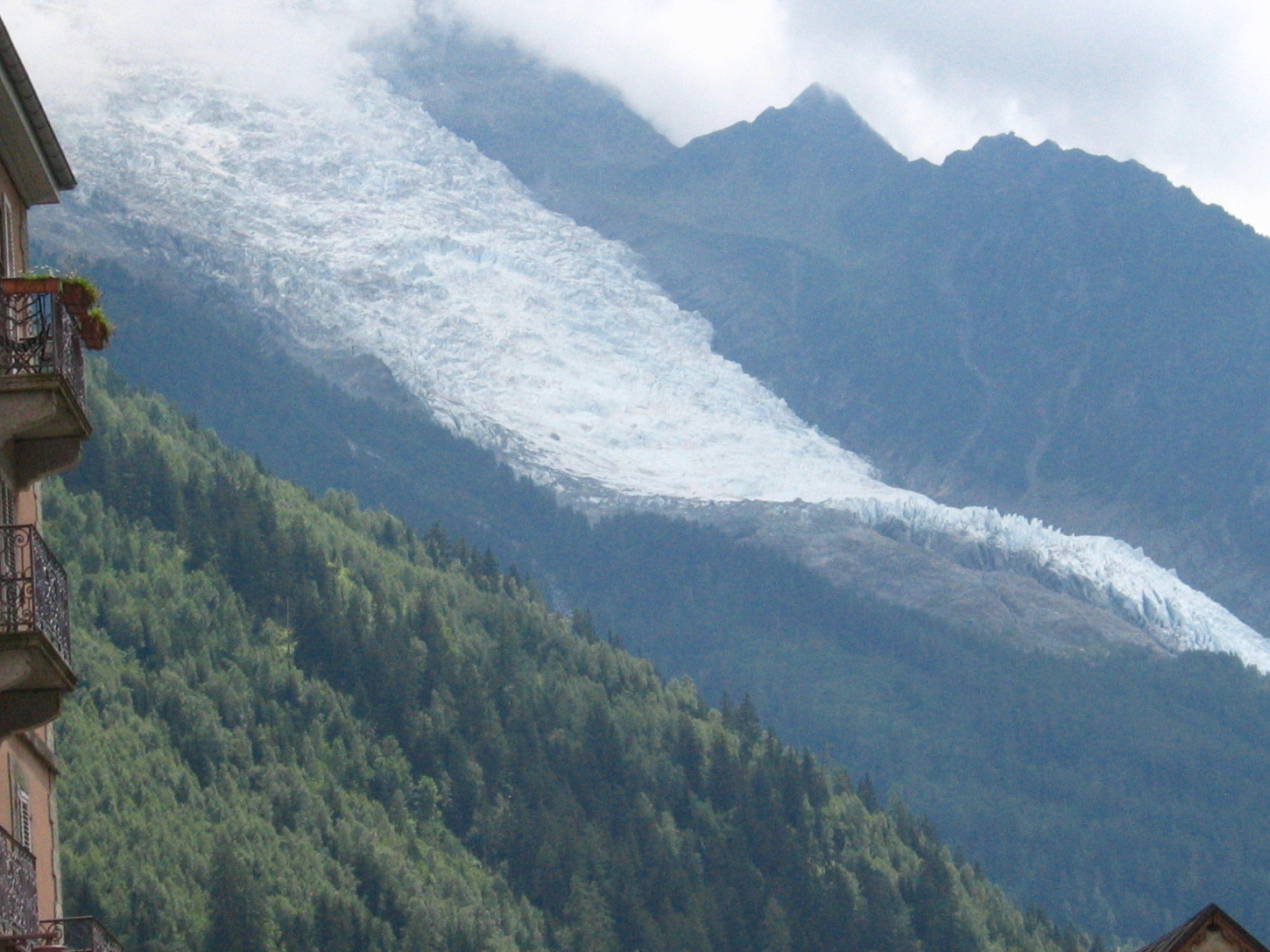
Glacier des Bossons (2007 r.)

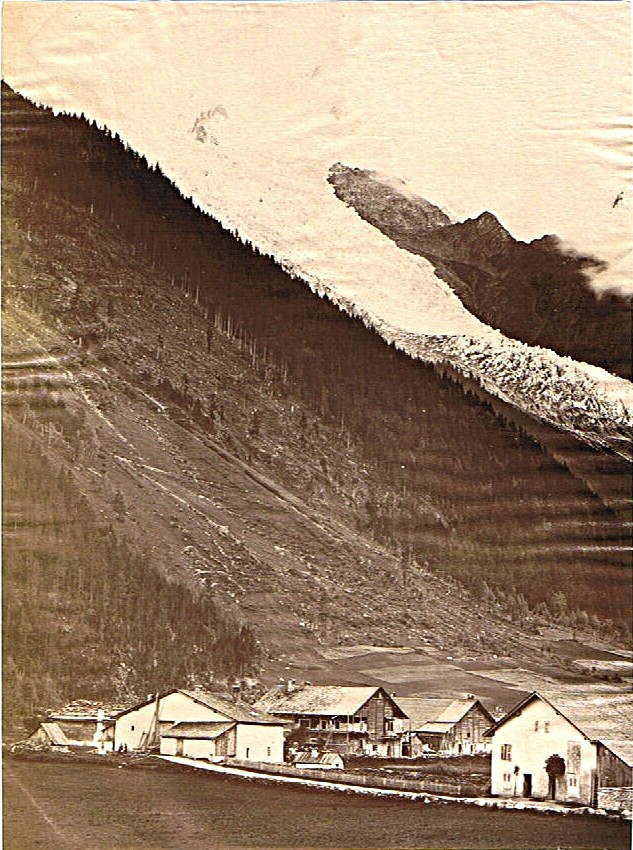
Glacier des Bossons (1890 r.)

Glacier des Bossons – lodowiec mający największe w Europie zamrożone kaskady.
Schodzi z północnych zboczy Mont Blanc we Francji.